# El deseo S.A.
El Deseo S.A és una productora nascuda a Espanya l'any 1985 de la mà de Pedro Almodóvar i Agustín Almodóvar Caballero, el seu germà.

## Història
La productora es funda el 14 de juny de 1985, just acabat el rodatge de Matador (pel·lícula). Anteriorment ja s'havien estrenat títols com Pepi, Luci, Bom y otras chicas del montón, Entre tinieblas, Laberinto de pasiones o ¿Qué he hecho yo para merecer esto?, aprofitant les subvencions proporcionades per la coneguda Llei Miró, llei que oferia ajudes a cineastes joves o experimentals, van crear la productora. D'aquesta manera els germans van poder produir el primer film de El Deseo S.A: La ley del deseo sense haver de cercar finançament extern (cerca que podia resultar problemàtica).
Després de l'èxit de Mujeres al borde de un ataque de nervios El Deseo es converteix en la productora referència de la filmografia de Pedro Almodóvar. A mesura que es van estrenant diferents metratges de culte la productora va guanyant ressò, sent avui una de les productores més prestigioses i grans de l'Estat Espanyol, promocionant diferents realitzadors espanyols i llatinoamericans (Álex de la Iglesia, Guillermo del Toro, Isabel Coixet i Castillo o Lucrecia Martel són alguns exemples), produint metratges i abordant altres projectes com sèries de televisió i cine documental.

## Títols
| Any  | Pel·lícula | Direcció                    | Pais      |
| ---- | --- | --------------------------- | --------- |
| 1987 | La ley del deseo. | Pedro Almodóvar             | Espanya   |
| 1988 | Mujeres al borde de un ataque de nervios. | Pedro Almodóvar             | Espanya   |
| 1990 | ¡Átame! | Pedro Almodóvar             | Espanya   |
| 1991 | Tacones leganos, coproduïda amb Ciby 2000, Canal+ (Espanya) i TF1. | Pedro Almodóvar             | Espanya   |
| 1993 | Acción mutante coproduïda amb Ciby 2000. | Álex de la Iglesia          | Espanya   |
| 1993 | Kika, coproduïda amb Ciby 2000. | Pedro Almodóvar             | Espanya   |
| 1995 | La flor de mi secreto, coproduïda amb Ciby 2000. | Pedro Almodóvar             | Espanya   |
| 1996 | Tengo una casa | Mónica Laguna               | Espanya   |
| 1996 | Pasajes. | Daniel Calparsoro           | Espanya   |
| 1997 | Carne trémula, coproduïda amb Ciby 2000 i France 3. | Pedro Almodóvar             | Espanya   |
| 1998 | A trabajar! coproduïda amb Agat Films & Cie i Hachette Première et Cie. | Alain Guesnier              | França    |
| 1999 | Todo sobre mi madre, coproduïda amb Renn Productions i France 2 Cinéma. | Pedro Almodóvar             | Espanya   |
| 2001 | El espinazo del diablo coproduïda amb Tequila Gang, Anhelo Producciones, Sogepaq, Canal+ España i Good Machine.                                                                                           | Guillermo del Toro          | Espanya   |
| 2001 | La fiebre del loco coproduïda amb Altavista Films, Canal+ España, Tequila Gang, Paraïso Productions i Wood Producciones.                                                                                  | Andrés Wood                 | Chile     |
| 2002 | Hablé con ella. | Pedro Almodóvar             | Espanya   |
| 2003 | Mi vida sin mí copdroduïda amb Milestone Entertainment, Antena 3 i Vía Digital. | Isabel Coixet               | Espanya   |
| 2003 | Descongélate. | Dunia Ayaso i Félix Sabroso | Espanya   |
| 2003 | Eyengui, El Dios del sueño coproduïda amb Transglobe pictures. | José Manuel Novoa           | Espanya   |
| 2003 | Los sin tierra. | Miguel Barros               | Espanya   |
| 2004 | La mala educación, coproduïda amb Canal+ (Espanya) i Televisió Espanyola. | Pedro Almodóvar             |           |
| 2004 | La niña santa coproduïda amb Lita Stantic Producciones, Teodora Film, R&C Produzioni, La Pasionaria S.R.L i Fondazione Montecinemaverita.                                                                 | Lucrecia Martel             | Argentina |
| 2005 | César y Zaín. | Larry Levene                | Espanya   |
| 2005 | Caravana coproduït amb Transglobe Pictures. | Gerardo Olivares            | Espanya   |
| 2005 | La vida secreta de las palabras coproduïda amb Mediapro. | Isabel Coixet               | Espanya   |
| 2006 | Volver, amb la participació de Canal+ (Espanya), Ministeri de Cultura i Esport d'Espanya i Televisió Espanyola.                                                                                           | Pedro Almodóvar             | Espanya   |
| 2006 | Mujeres (sèrie de televisió) | Dunia Ayaso i Félix Sabroso | Espanya   |
| 2008 | Historias de las montañas de la bruma coproduïda amb EsDocu. | Larry Levene                | Espanya   |
| 2008 | El patio de mi cárcel coproduïda amb Warner Bros. | Belén Macías                | Espanya   |
| 2008 | La mujer rubia coproduïda amb Aquafilms, Slot Machine, R&C Produzioni i Teodora Film. | Lucrecia Martel             | Argentina |
| 2009 | Los abrazos rotos, amb la col·laboració de Universal Pictures, Canal+ (Espanya), Institut de la Cinematografia i de les Arts Audiovisuals, Ministeri de Cultura i Esport d'Espanya i Televisió Espanyola. | Pedro Almodóvar             | Espanya   |
| 2009 | El último verano de la boyita copdroduïda amb Travesia Productions, Domenica Films i Epicentre Films. | Julia Solomonoff            | Argentina |
| 2010 | José y Pilar copdroduïda amb O2 Filmes, Jump Cut i Sociedade Independente de Comunicação. | Miguel Gonçalves Mendes     | Portugal  |
| 2011 | La piel que habito. | Pedro Almodóvar             | Espanya   |
| 2013 | Los amantes pasajeros. | Pedro Almodóvar             | Espanya   |
| 2014 | Relatos salvajes copdroduïda amb K&S Films, Telefe i INCAA. | Damián Szifron              | Argentina |
| 2015 | El clan coproduïda amb K&S Films, Matanza Films, Telefe i INCAA. | Pablo Trapero               | Argentina |
| 2016 | Julieta. | Pedro Almodóvar             | Espanya   |
| 2019 | Dolor y gloria. Distribuïda per Sony Pictures Entretainment. | Pedro Almodóvar             | Espanya   |
| 2021 | Madres paralelas. Coproduïda amb Remotamente Films i Radiotelevisió Espanyola. | Pedro Almodóvar             | Espanya   |
| 2021 | Nieva en Benidorm coproduïda amb Movistar Plus+ i Radiotelevisió Espanyola. | Isabel Coixet               | Espanya   |